# شوگو اوشیناری
شوگو اوشیناری (انگلیسی: Shugo Oshinari؛ زادهٔ ۵ مارس ۱۹۸۱) بازیگر اهل ژاپن است. وی از سال ۱۹۹۸ میلادی تاکنون مشغول فعالیت بوده‌است.
از فیلم‌ها یا برنامه‌های تلویزیونی که وی در آن نقش داشته‌است می‌توان به همه چیز درباره لیلی چوچو، دفتر مرگ اشاره کرد.